# Mimobolbus vivianae
Mimobolbus vivianae is een keversoort uit de familie cognackevers (Bolboceratidae). De wetenschappelijke naam van de soort werd in 1941 gepubliceerd door Renaud Maurice Adrien Paulian.